# Наречені приходять (фільм)
«Наречені приходять» (сербохорв. Nevjeste Dolaze) — перший повнометражний фільм Еміра Кустуриці, знятий для сараєвського телебачення і заборонений у Югославії з моральних міркувань. За кордоном використовується назва «Наречені приходять», хоча більш коректним перекладом є «Наречені кінчають».

## Сюжет
Єлена живе на невеликій фермі з двома синами — Мартіном і Яковом. Мартін одружений з Катею вже п'ять років, але їм ніяк не вдається зачати дитину. Мартін знущається над дружиною. У Якова немає дружини — він спить в одному ліжку зі своєю матір'ю, і закоханий в дружину брата. Щоночі він чує її стогони за стіною, і одного разу не витримує і тікає. А вранці виявляється, що Ката мертва. Потім на ферму приїжджає двоє людей: літній чоловік, який оголошує, що він батько Мартіна і має намір залишитися на фермі, і дівчина, яка незабаром стає новою нареченою Мартіна.

## У ролях
- Мілка Кокотович-Подруг — Єлена
- Міодраг Крстовіч — Мартін
- Богдан Дікліч — Яков
- Татяна Поберзнік — Ката
- Аднан Палангіч — Дроворуб
- Заїм Мустаферія — Нікола

## Цікаві факти
- Кустуриця вперше з'являється в епізоді власного фільму — він грає водія вантажівки.
- В 1993 році в книзі «Le petit livre d'Emir Kusturica» Емір Кустуриця зізнався, що зняти фільм «Наречені приходять» було найсміливішим вчинком в його житті.